# Marchés frontières
La notion de "marchés naissants", de "marchés pré-émergents" ou encore de "marchés émergents de l'avenir", que certains financiers nomment marchés frontières sous l'influence de l'anglais, est un terme désignant un ensemble de pays émergents ayant un marché financier établi mais dont la capitalisation boursière et la liquidité restent faibles.
Ces marchés représentent un intérêt, car ils offrent un potentiel de croissance plus important que les marchés développés, tout en étant décorrelés des marchés développés et émergents. Ils sont également à un stade de développement économique plus précoce, et les risques y sont également importants, liés à la liquidité du marché, la gouvernance d'entreprise, la stabilité politique du pays, etc.

## Liste FTSE
Au mois de septembre 2010, le FTSE a classé dans les marchés frontières les pays suivants:
| - Argentine - Bahreïn - Bangladesh | - Botswana - Bulgarie - Côte d'Ivoire | - Croatie - Chypre - Estonie | - Jordanie - Kenya - Lituanie | - Macédoine - Malte - Maurice | - Nigeria - Oman - Qatar | - Roumanie - Serbie - Slovaquie | - Slovénie - Sri Lanka - Tunisie | - Viêt Nam |

## Liste du MSCI
En mai 2009, MSCI Barra a classé comme marchés frontières les pays suivants:
| - Argentine - Bahreïn - Bangladesh - Bulgarie | - Croatie - Émirats arabes unis - Estonie - Jordanie | - Kazakhstan - Kenya - Koweït - Liban | - Lituanie - Maurice - Nigeria - Oman | - Pakistan - Qatar - Roumanie - Serbie | - Slovénie - Sri Lanka - Trinité-et-Tobago - Tunisie | - Ukraine - Viêt Nam |